# Квелашвили, Джумбер
Джумбер Квелашвили (груз. Dżumber Kwelaszwili, род. 10 апреля 1992) — грузинский борец вольного стиля, призёр Европейских игр.

## Биография
Родился в 1992 году в Гори. В 2012 году завоевал бронзовые медали первенств Европы и мира среди юниоров.
В 2015 году стал бронзовым призёром Европейских игр.